# Nokia 6310i
Nokia 6310i – model telefonu komórkowego firmy Nokia.
Należy do linii telefonów biznesowych – nacisk położony jest na funkcjonalność i niezawodność. Stąd też wykorzystanie baterii litowo-polimerowej jako standardu oraz wbudowane łącza bezprzewodowe jak IrDA i Bluetooth.
Jest uważany za najbardziej udany model w historii telefonii komórkowej, o czym może świadczyć jego niemalejąca popularność, mimo braku zaawansowanych cech (m.in. kolorowego wyświetlacza, wbudowanego cyfrowego aparatu fotograficznego, odtwarzacza plików muzycznych MP3) oraz pomimo tego, że produkcję modelu zakończono w 2004 roku.

## Dane techniczne

### Wyświetlacz
- 96x65 pikseli, 6 linii
- graficzny
- monochromatyczny
- podświetlany

### Kodowanie mowy
- HR/FR/EFR

### Czas czuwania (maksymalny)
- do 17 dni (ok. 408 godzin)

### Czas rozmowy (maksymalny)
- do 360 minut

### Pamięć
- 178123 B (z czego 128 kB pamięci statycznej i 50 dynamicznej)
- Spis telefonów (do 500 pozycji w zależności od liczby znaków)
- SMS-y (do 150 wiadomości tekstowych lub 50 wiadomości obrazkowych/łączonych zależnie od ich objętości)
- Dyktafon (2 minuty nagrania)
- Znaki głosowe (10 pozycji)
- Polecenia głosowe (5 zdefiniowanych standardowo)
- Dźwięki dzwonka (35 standardowych, 5 własnych)

### Sieci
- 900 EGSM
- 900 GSM
- 1800 GSM
- 1900 GSM

### Transmisja danych
- WAP 1.2.1
- GPRS
- CSD
- HSCSD
- Modem
- Bluetooth
- IRDA
- Transmisja danych i faksów

### Funkcje
- SMS (ze słownikiem T9)
- profile
- aplikacje i gry Java
- kalkulator
- przelicznik walut
- kalendarz
- zegar
- budzik
- stoper
- minutnik
- polecenia głosowe
- dyktafon
- portfel elektroniczny
- wiadomości grupowe